# Vernio
Vernio é uma comuna italiana da região da Toscana, província de Prato, com cerca de 5.526 habitantes. Estende-se por uma área de 63 km², tendo uma densidade populacional de 88 hab/km². Faz fronteira com Barberino di Mugello (FI), Camugnano (BO), Cantagallo, Castiglione dei Pepoli (BO).

## Demografia
| Variação demográfica do município entre 1861 e 2011                               |
|                                                                                   |
| Fonte: Istituto Nazionale di Statistica (ISTAT) - Elaboração gráfica da Wikipedia |